# Blandine Verlet
Pour les articles homonymes, voir Verlet.
Blandine Verlet, née le 27 février 1942 à Paris et morte le 30 décembre 2018 dans la même ville, est une claveciniste et professeure française de clavecin.

## Biographie
Blandine Verlet est la fille du conservateur Pierre Verlet, et la sœur de l'historienne et conservateur Colombe Samoyault-Verlet.
Elle suit au Conservatoire national supérieur de musique et de danse de Paris les cours d’écriture, d’esthétique avec Marcel Beaufils, d’histoire de la musique avec Norbert Dufourcq, ceux de clavecin avec Marcelle de Lacour.
En 1963, elle obtient un Premier Prix de clavecin à l’unanimité et le Prix spécial du Concours International de Munich.
De 1962 à 1964, elle se perfectionne auprès d'Huguette Dreyfus à l'Académie d'été de Saint-Maximin-la-Sainte-Baume. Elle fréquente aussi les cours de Ruggero Gerlin à l'Académie Chigiana de Sienne. Elle travaille avec Ralph Kirkpatrick à l'Université Yale en 1968-69.
À partir de 1963, elle mène une carrière internationale de concertiste.
Elle est professeur de clavecin au Conservatoire Claude-Debussy (Paris 17e) de 1983 à 1985, au Conservatoire Gabriel-Fauré d’Angoulême de 1985 à 1987, et au CNR de Bordeaux de 1987 à 1990. Elle enseigne au conservatoire de Rueil-Malmaison ainsi qu’au conservatoire Jean-Philippe-Rameau (Paris 6e) jusqu'en 2007.
Elle obtient le Grand prix de l’Académie Charles-Cros et le Grand prix du disque de l’Académie du disque français.
Blandine Verlet était l'épouse du traducteur, auteur de romans policiers et ancien directeur de la maison de disques Philips France, Igor B. Maslowski. Elle meurt le 30 décembre 2018 à Paris, à l’âge de 76 ans,,.

## Discographie
À partir de 1970, Blandine Verlet a enregistré une centaine de disques, dont les intégrales de François et Louis Couperin, ainsi que celle de Jean-Philippe Rameau :
- 1973 Frescobaldi : Toccate d'intavolatura di cimbalo, Das Alte Werk, Telefunken-Decca (Teldec)
- 1975 Froberger : Suites de clavecin, Astrée
- 1975 Scarlatti : Sonates, Philips
- 1976 Scarlatti : "15 Sonates pour clavecin", Philips
- 1978 Duphly - Balbastre : Musiques pour les princesses de France, Philips
- 1979 Francois Couperin : Pièces de Clavecin, Astrée
- 1981 Jean-Philippe Rameau : L’œuvre de Clavecin, Astrée
- 1989 Froberger : Pièces de clavecin, Astrée
- 1990 Louis Marchand : Pièces de clavecin (1702)[10])
- 1994 Mozart : 16 Sonates pour violon et clavecin avec Gérard Poulet, Philips Classics
- 1994 Bach : Le clavier bien tempéré, Astrée
- 1995 Bach : Fantaisies, toccatas et Fugues, Astrée
- 1998 Francois Couperin : Les Barricades mystérieuses / Pièces de clavecin, Astrée (2e éd. 2003, Naïve)
- 1999 Jacquet de la Guerre : Œuvres pour clavecin, Astrée
- 1999 Bach : Inventions et Sinfonias, Astrée
- 2000 Froberger : L’intranquillité, Astrée
- 2000 Louis Couperin : Les Pièces de clavessin, Astrée
- 2012 Francois Couperin : Pièces de clavecin des Livres II & IV, Aparté (sur clavecin Jean-Henri Hemsch de 1751)
- 2018 Francois Couperin : Pièces de clavecin du Livre III, Aparté - suivi de La Compositrice, un récit de Blandine Verlet.

et bien d'autres enregistrements solo ou de musique de chambre.

## Ouvrage
Blandine Verlet, L'offrande musicale, Desclée de Brouwer, 2002, 178 p. (ISBN 2-220-05197-8)

## Décorations
- Officière de l'ordre des Arts et des Lettres. Elle est élevée au grade d’officier par l’arrêté du 25 septembre 2017[11].